# Kontinentaleuropa
 Der er for få eller ingen kildehenvisninger i denne artikel, hvilket er et problem. Du kan hjælpe ved at angive troværdige kilder til de påstande, som fremføres i artiklen.

Kontinentaleuropa, undertiden også kaldet Det europæiske fastland eller blot Kontinentet, er en betegnelse for den europæiske landmasse eksklusive øer og sommetider også halvøer.
Den mest gængse definition af Kontinentaleuropa er den britiske; at Kontinentaleuropa udgøres af Europa ekskl. De Britiske Øer og Island; altså praktisk talt om alt øst for Den Engelske Kanal. En anden definition er, at Kontinentaleuropas grænser udgøres af de geografiske grænser og således også omfatter landene omkring Uralbjergene og Kaukasus. FN inkluderer dog De Britiske Øer i sin definition af Kontinentaleuropa. I de nordiske lande regner man ikke Danmark, Finland, Norge og Sverige med til Kontinentaleuropa [kilde mangler]. I middelhavslandene kan betegnelsen Kontinentet referere til den kontinentale del af Italien (som modsætning til Sardinien og Sicilien) eller den kontinentale del af Frankrig (som modsætning til Korsika).